# Minuartia inamoena
Minuartia inamoena är en nejlikväxtart som först beskrevs av Carl Anton von Meyer, och fick sitt nu gällande namn av Jurij Nikolajevitj Voronov och Grossheim. Minuartia inamoena ingår i släktet nörlar, och familjen nejlikväxter. Inga underarter finns listade i Catalogue of Life.